# Stećak
Ein Stećak [stetɕak] (bosnisch Stećak) (aus der alten serbokroatischen Form stojećak, vom urslawischen Verb stojati = aufrecht stehen), Plural stećci [stetɕtsi], ist ein mittelalterlicher Grabstein einer bestimmten Form, den man hauptsächlich in Bosnien und Herzegowina und zum Teil im angrenzenden Dalmatien und selten in weiter entfernten Regionen Serbiens und Montenegros findet. Mehr als 58.000 sind heute verzeichnet, von denen viele auf das 14. und 15. Jahrhundert datiert werden.
In der Herzegowina finden sich bei Stolac (Gräberfeld Radimlja), in der Nähe des Blidinje-Sees sowie in der Gegend von Gacko besonders viele derartige Grabsteine.
Am 15. Juli 2016 wurden 28 Stećci-Stätten aus vier Ländern in die Liste des UNESCO-Welterbes aufgenommen.

## Formen, Motive und Inschriften

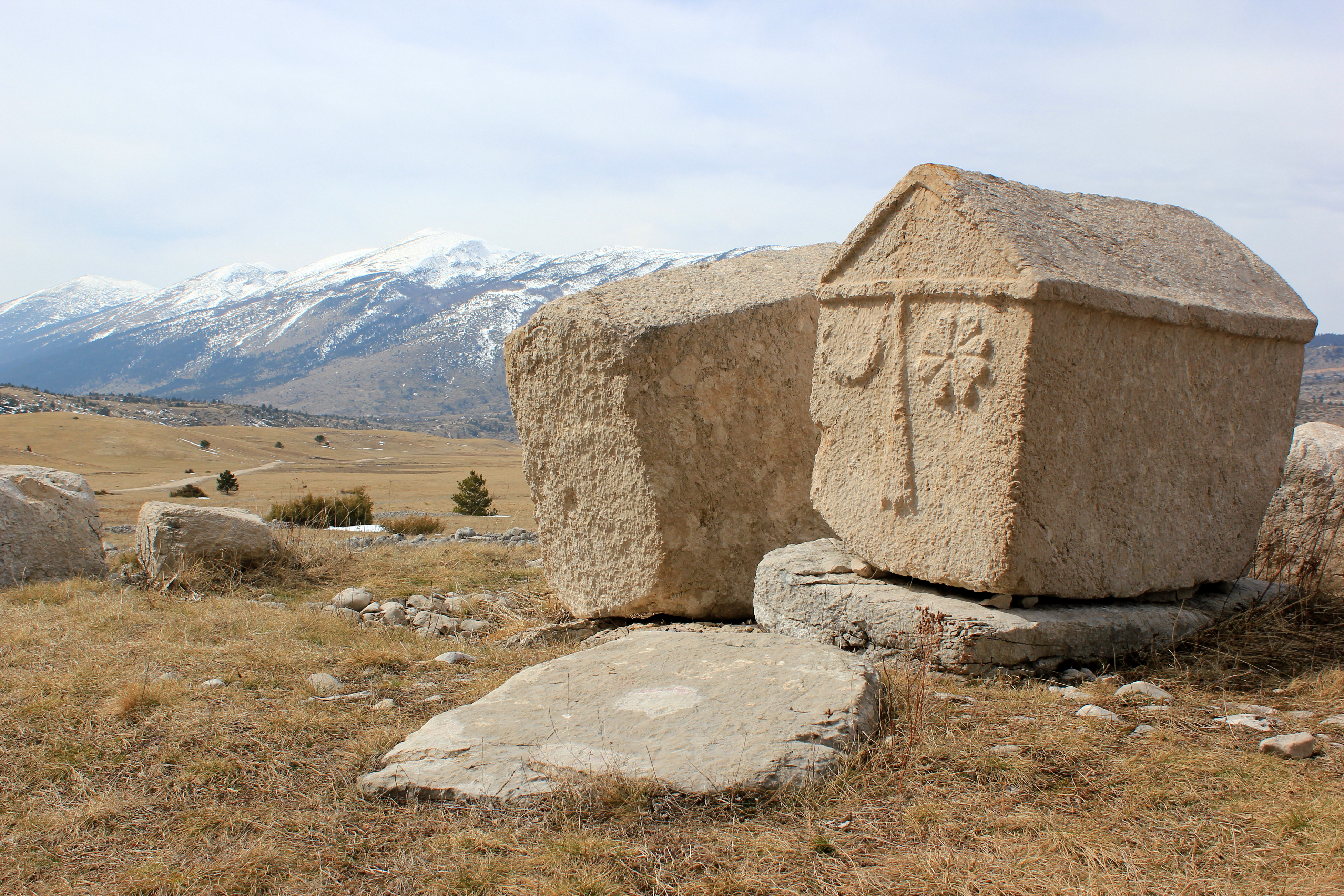
Stećci in „Blockform“ in der Nähe des Blidinjsko jezero

Bei den stećci waren zwei Formen gebräuchlich: Platten, wie sie auch in anderen Regionen Europas zu finden sind und aufrecht stehende Blöcke, wie sie vor allem in Bosnien vorkommen.
Fast 6.000 sind mit Flachreliefs verziert, die menschliche Gestalten zeigen. Häufig sind Szenen aus dem Alltag, der Jagd oder von Ritterspielen sowie Symbole wie Kreuze oder Halbmonde auf diesen abgebildet. Manchmal sind sie zudem mit Inschriften wie z. B. „Bitte störe mich nicht, ich war wie du und du wirst wie ich sein.“ in der Bosančica (Bosnische Schrift) versehen.

## Herkunft
Da sich das Verbreitungsgebiet der stećci im Wesentlichen mit dem Verbreitungsgebiet der Bosnischen Kirche deckt, und diese Kirche mit der Kirche der Bogomilen gleichgesetzt wurde, sind die stećci lange als bogomilische Grabsteine angesehen worden. Allgemein wird heute jedoch angenommen, dass es sich bei den Steinen nicht um Überbleibsel der mittelalterlichen Religionsgemeinschaft der Bogomilen, sondern um gewöhnliche Grabsteine von Angehörigen der Bosnischen Kirche handelt. Manche stećci zeigen möglicherweise in ihren Motiven Reste örtlicher heidnischer Mythen und Rituale, mit heraldischen Symbolen den Status eines regionalen slawischen Adligen oder die Taten der Menschen, für die sie gesetzt worden sind.
Auch die Möglichkeit, dass die Stećci ein kulturelles Erbe der romanischen Volksgruppe der Maurowalachen seien, wurde/wird in Betracht gezogen.

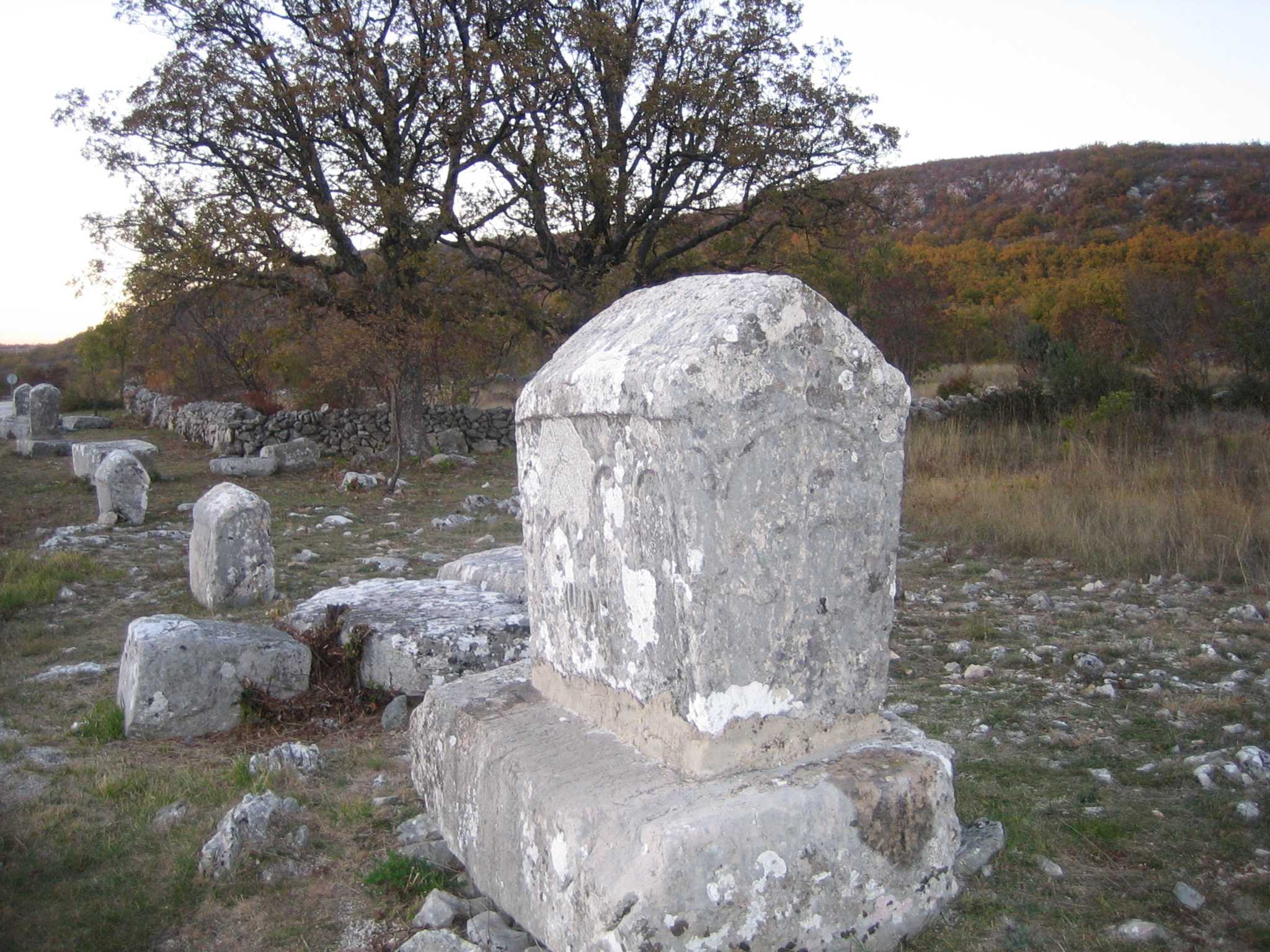
Stećci nahe Imotski.